# Anna Rita Tateo
Anna Rita Tateo (Bari, 28 luglio 1975) è una politica italiana, in precedenza deputata della Lega Nord.

## Biografia
Alle elezioni politiche del 4 marzo 2018, viene eletta deputata della Lega di Salvini alla Camera dei deputati nella circoscrizione Puglia.